# RedPhone
RedPhone war eine kostenlose Software für die Android-Plattform zum verschlüsselten Telefonieren. Es verwendet ZRTP für die Herstellung einer Ende-zu-Ende-verschlüsselten VoIP-Verbindung für das Gespräch, und für die Vermittlung ein eigenes Protokoll mit zentralem Server. RedPhone wird von Open Whisper Systems entwickelt und unter der GPLv3-Lizenz veröffentlicht. Die App wurde im November 2015 durch die App Signal ersetzt, welche TextSecure mit RedPhone vereint.

## Technische Grundlagen
Verschlüsselte RedPhone-Verbindungen erfordern auf beiden Seiten die Verwendung der RedPhone-App oder kompatibler Software. Mit Geräten unter dem Apple-Betriebssystem iOS können verschlüsselte Telefonate geführt werden, wenn dort die Signal-Software installiert ist. Alle Gespräche werden über ein verbundenes WLAN oder eine mobile Datenverbindung geführt.
Open Whisper Systems hat RedPhone mit dem Instant Messenger-Programm TextSecure im November 2015 zu einer Anwendung Signal vereint.

## Verbreitung und Bedeutung
RedPhone und TextSecure spielten während des Aufkommens des  Arabischen Frühlings eine Rolle für die Kommunikation der Protestierenden. In der Eröffnungsrede bei der SXSW 2014 lobte NSA-Aufdecker Edward Snowden die Anwendungen von Open Whisper Systems für deren einfache Benutzung.

## Rezeption
Das Forbes Magazine beschrieb RedPhone als „eines der fünf essentiellen Werkzeuge für Privatsphäre“.